# Bernacice
Bernacice (auch Brnocice oder Brnoczitz, deutsch: Wernersdorf, tschechisch Bernartice) ist ein Ort in der Stadt- und  Landgemeinde Głubczyce im Powiat Głubczycki der Woiwodschaft Opole in Polen. 

## Geographie
Das Angerdorf Bernacice liegt fünf Kilometer südöstlich von Głubczyce (Leobschütz) in der Schlesischen Tiefebene. Durch den Ort verläuft die Woiwodschaftsstraße 416. Südwestlich verläuft die Bahnstrecke Racibórz–Krnov.
Nachbarorte von Bernacice sind im Norden Grobniki (Gröbnig), im Osten Babice (Babitz), im Süden Bernacice Górne (Wernersdorf (Bahnhof)) und im Südwesten Bogdanowice (Badewitz).

## Geschichte

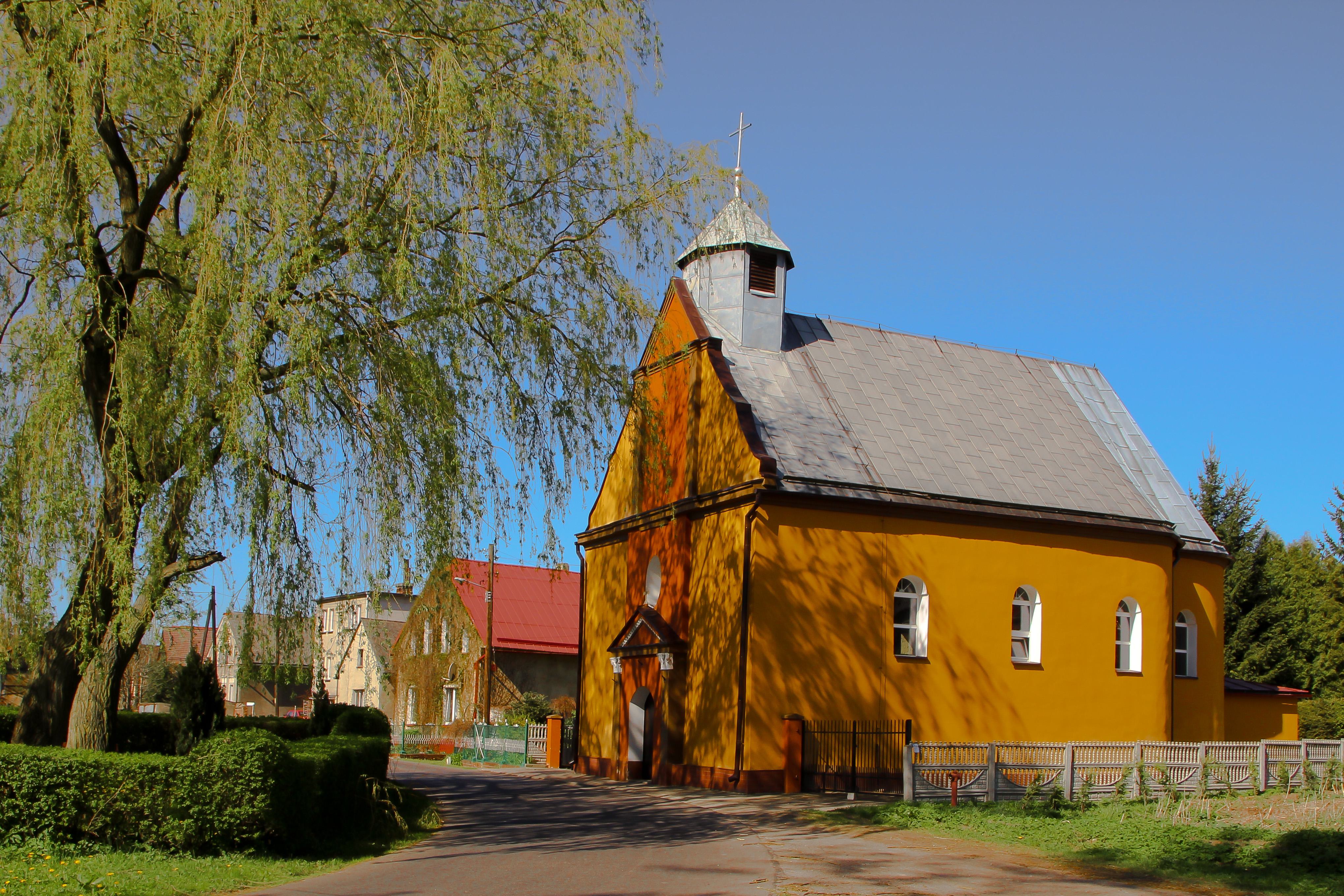
Dreifaltigkeitskapelle

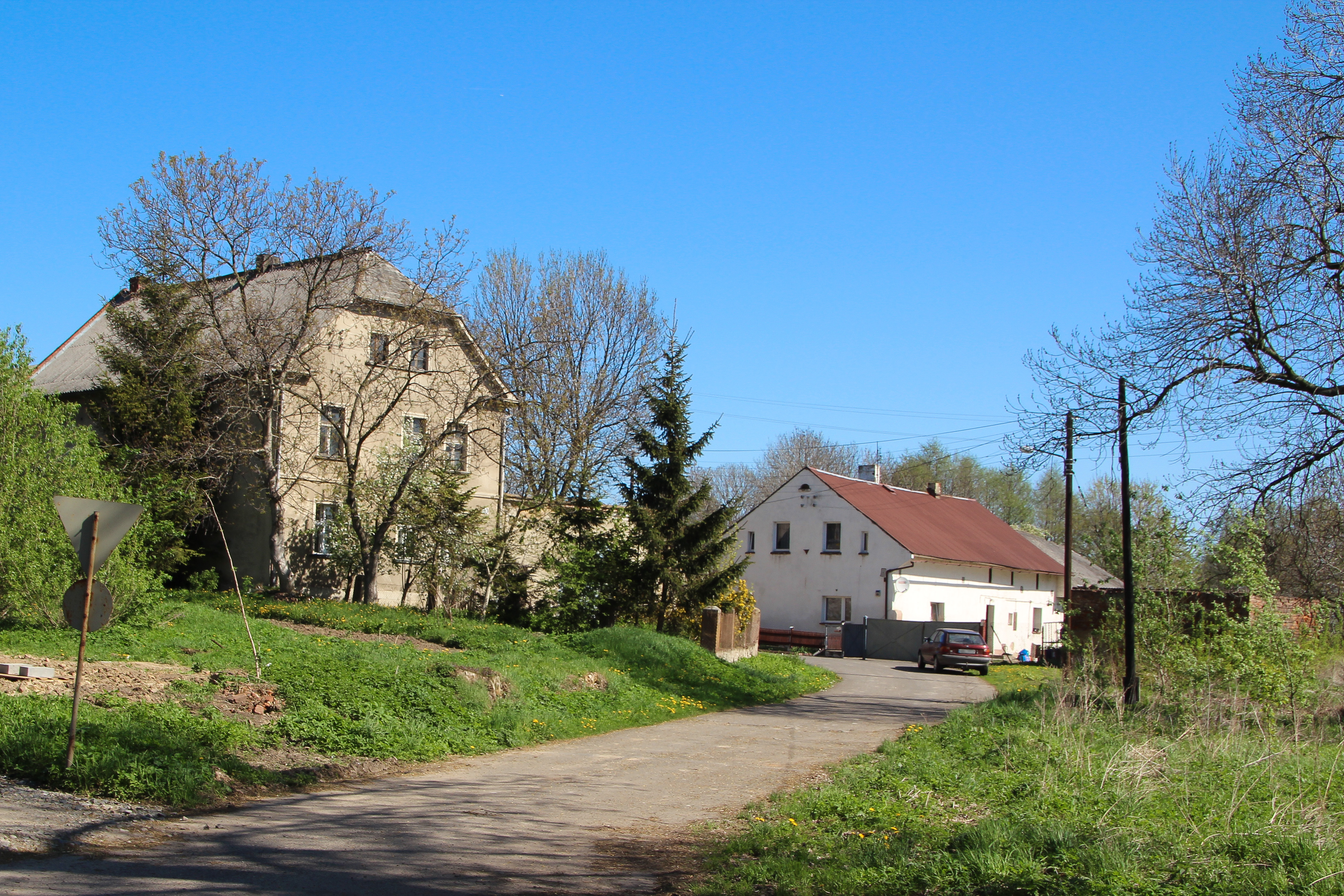
Dorfpartie

Das spätere Wernersdorf wurde urkundlich erstmals im Jahre 1222 als „Wernhartizi“ erwähnt. Es gehörte zum Herzogtum Troppau und gelangte bei dessen Teilung 1377 an das přemyslidische Herzogtum Leobschütz. Nach dem Tod des letzten Leobschützer Herzogs Johann II. fiel es mit dem Herzogtum Leobschütz als erledigtes Lehen durch Heimfall an Böhmen.
Nach dem Ersten Schlesischen Krieg 1742 fiel es mit dem nördlichen Teil des Herzogtums Oppeln mit dem größten Teil Schlesiens an Preußen. 1766 wurde im Ort eine Schule eingerichtet und 1768 eine Kapelle im barocken Stil erbaut.
Nach der Neuorganisation der Provinz Schlesien gehörte Wernersdorf ab 1816 zum Landkreis Leobschütz, mit dem es bis 1945 verbunden blieb. 1845 bestanden im Dorf eine Windmühle, eine Kapelle, eine katholische Schule und 56 Häuser. Damals lebten 320 Einwohner im Ort, allesamt katholisch. Am 1. Januar 1855 eröffnete die Bahnstrecke zwischen Leobschütz und Ratibor. 1861 wurden in Wernersdorf 13 Bauern-, 24 Gärtner- und 10 Häuslerstellen. Die katholische Schule wurden im gleichen Jahr von 71 Schülern besucht. 1874 wurde der Amtsbezirk Wernersdorf gegründet, dem die Landgemeinden Badewitz, Neudorf und Wernersdorf sowie der Gutsbezirk Badewitz eingegliedert wurden. Erster Amtsvorsteher war der Erbrichter Kiesewetter in Wernersdorf. 1885 zerstörte ein Feuer acht Häuser und Scheunen im Ort.
Bei der Volksabstimmung in Oberschlesien am 20. März 1921 stimmten in Wernersdorf 290 Personen für einen Verbleib bei Deutschland und 0 für Polen. Wernersdorf verblieb wie der gesamte Stimmkreis Leobschütz beim Deutschen Reich. 1933 betrug die Einwohnerzahl 354, 1939 waren es 339. 1941 wurde eine neue Schule erbaut. Kurz vor dem Einrücken der Roten Armee wurde die Dorfbewohner am 17. März 1945 am frühen Morgen evakuiert.
Als Folge des Zweiten Weltkriegs fiel Wernersdorf 1945 an Polen. Nachfolgend wurde es Bernacice umbenannt und der Woiwodschaft Schlesien angeschlossen. Am 23. Juli 1946 erhielten die Deutschen in Wernersdorf den Befehl, das Dorf zu verlassen. Um 22 Uhr verließ der Zug mit der deutschen Bevölkerung von Wernersdorf den Bahnhof in Richtung Westen. 1950 wurde Bernacice der Woiwodschaft Oppeln zugeteilt. 1999 wurde es Teil des wiedergegründeten Powiat Głubczycki.

### Ortsvorsteher (bis 1945)
- Franz Purschke
- Franz Grötschel
- Alois Purschke
- Max Moch
- Eduard Grötschel
- 1933–1942 Ehrhard Purschke
- 1942–1946 Bauer Heinelt

## Sehenswürdigkeiten
- Die römisch-katholische Dreifaltigkeitskapelle (Kaplica Trójcy Świętej) wurde 1768 errichtet.[3]
- Friedhofskapelle
- Marienstatue